# سيباستيان كوكس
سيباستيان كوكس (بالإنجليزية: Sebastian Cox)‏ هو مؤرخ عسكري بريطاني، ولد في 1956.